# Люцельфрау
У німецькому фольклорі Люцельфрау — відьма, яка дарує подарунки — зокрема яблука, горіхи та сушені сливи — дітям у День Святої Люсії (13 грудня). Звичаї Люцельфрау також поширені в Словенії та Хорватії, де «темна Луз» протиставлявся християнському святому.